# Cocule
Le cocule sono un tipico piatto della cucina salentina, originario di Galugnano, frazione di San Donato di Lecce. 
Tradizionalmente vengono cucinati per il pranzo della vigilia di Pasqua.
Gli ingredienti che lo caratterizzano sono semplici: patate, mollica di pane leggermente raffermo, uova, pepe, prezzemolo e formaggio pecorino stagionato grattugiato.